# Mali sundski otoci
Mali sundski otoci (indonezijski Nusa Tenggara, "jugoistočni otoci") su otočna grupa u indonezijskom otočju. Zajedno s Velikim sundskim otocima tvore Sundske otoke. Geološki su vulkanski luk, Sundski luk koji je nastao subdukcijom duž Sundskog jarka (Javanskog jarka) u Javansko more.
To je grupa od šest većih i velikog broja manjih i malenih otoka istočno od Jave. Ukupna površina im je oko 87.700 km², a broj stanovnika na njima je oko 12 milijuna. Najveći otoci su (od zapada prema istoku) Bali, Lombok, Sumbawa, Flores i Timor, a južno od Floresa je još Sumba.
Na istočnom dijelu Timora nalazi se samostalna država Istočni Timor kojoj pripada još i zapadnotimorska enklava Oecussi-Ambeno i mali otoci Atauro i Jaco. Ostali dio otoka pripada Indoneziji i dio je regije Istočni Mali sundski otoci, na indonezijskom Nusa Tenggara Timur. Mali sundski otoci dijele pokrajine Bali, Zapadni Mali sundski otoci (Nusa Tenggara Barat), Istočni Mali sundski otoci i južni dio pokrajine Maluku.
Mali sundski otoci su vulkanskog porijekla, pa su svi otoci brdoviti. Najviša točka ove skupine je vrh Rindjani, 3.725 metara, na Lomboku. Glavne poljoprivredne kulture su riža i kava. Od prirodnih bogatstava na otocima ima nafte, željeza, mangana i bakra.